# Kennzeichenbeleuchtung

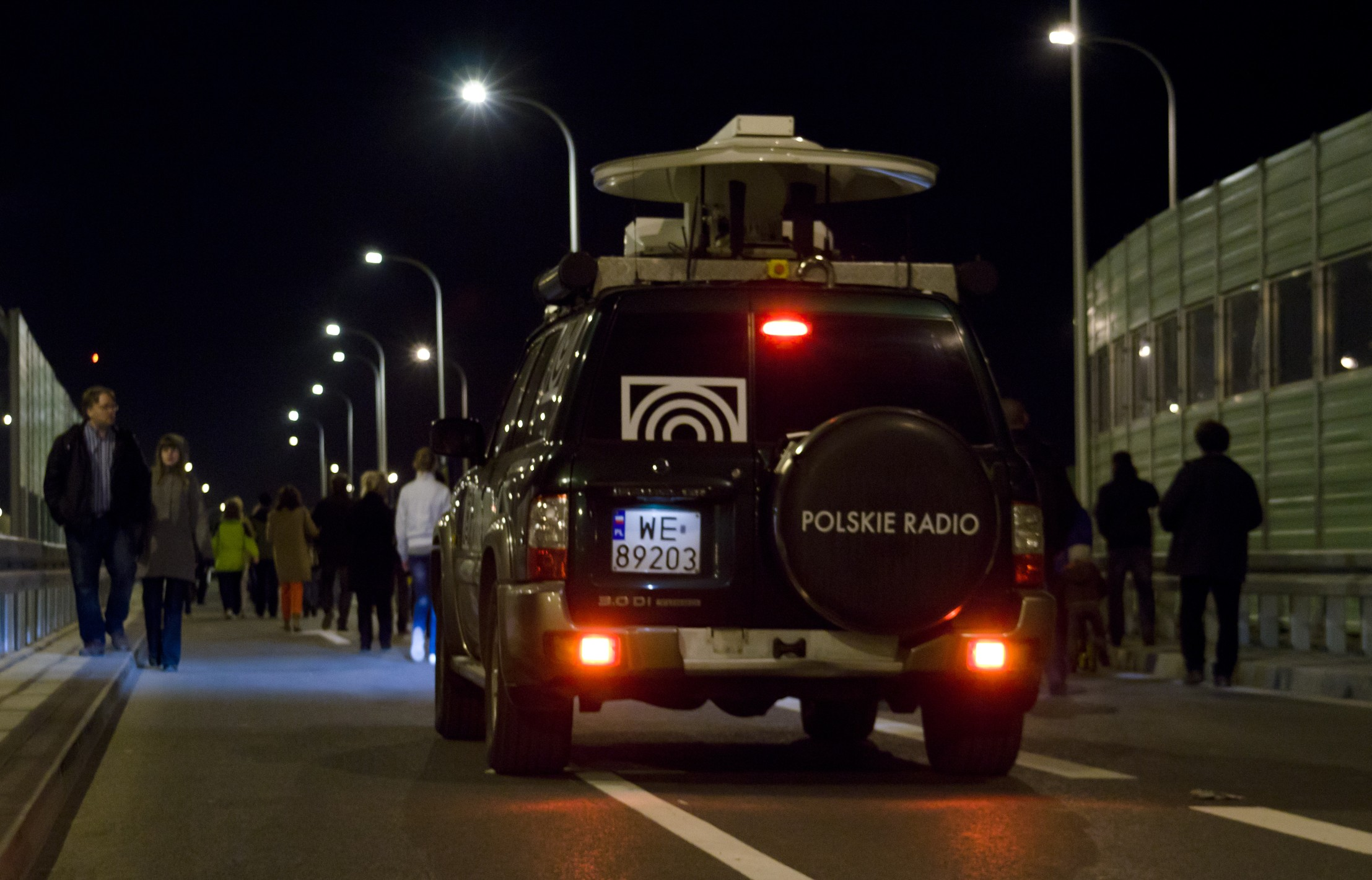
Die Kennzeichenbeleuchtung soll ermöglichen, dass das Kennzeichen auch bei Dunkelheit ablesbar ist

Die Kennzeichenbeleuchtung (auch Kennzeichenleuchte) oder in der Schweiz die Kontrollschildbeleuchtung eines Kraftfahrzeuges dient dem Zweck, die Ablesbarkeit des hinteren Kraftfahrzeugkennzeichens auch bei Dunkelheit zu gewährleisten.
Für das Automobildesign stellt die Einhaltung der dazu bestehenden europäischen und nationalen Regelungen eine besondere Herausforderung dar.

## Rechtliche Vorschriften
Für die Mitgliedsstaaten der Europäischen Union bestimmt die Verordnung (EG) Nr. 661/2009 des Europäischen Parlaments und des Rates vom 13. Juli 2009 in ihrem Anhang IV eine Reihe von dem Übereinkommen über die Annahme einheitlicher technischer Vorschriften für Radfahrzeuge, Ausrüstungsgegenstände und Teile, die in Radfahrzeuge(n) eingebaut und/oder verwendet werden können, und die Bedingungen für die gegenseitige Anerkennung von Genehmigungen, die nach diesen Vorschriften erteilt wurden angeschlossenen Regelungen für verbindlich, darunter auch die Regelungen Nr. 4 und Nr. 48, die detaillierte Vorschriften für die Genehmigung der Beleuchtungseinrichtungen für das hintere Kennzeichenschild von Kraftfahrzeugen und ihren Anhängern (in Regelungen Nr. 4) sowie für die Genehmigung von Fahrzeugen hinsichtlich des Anbaus der Beleuchtungs- und Lichtsignaleinrichtungen (in Regelung Nr. 48) enthalten. Fahrzeuge der Klasse L3e dürfen gemäß Anhang VIII der Verordnung (EU) Nr. 168/2013 des Europäischen Parlaments und des Rates vom 15. Januar 2013 – nach Wahl des Herstellers – stattdessen auch mit „Beleuchtungs- und Lichtsignaleinrichtungen im Einklang mit UN-ECE-Regelung Nr. 53 Rev. 2 und ihren Änderungen 1 und 2“ ausgerüstet sein; die Genehmigung eine Fahrzeuges nach Regelung Nr. 53 setzt gemäß deren Ziffer 6.5.1. eine Beleuchtungseinrichtung für das hintere Kennzeichen voraus, die wiederum als Einrichtung der Kategorie 2 nach der Regelung Nr. 50 genehmigt ist.
In der Bundesrepublik Deutschland wird die Beleuchtungseinrichtung des hinteren Kennzeichens durch § 10 Abs. 6 Sätze 2 bis 4 der Fahrzeug-Zulassungsverordnung (FZV) geregelt, dessen Satz 2 auf die mit Wirkung vom 1. November 2014 aufgehobene Richtlinie 76/760/EWG und auf die ECE-Regelung Nummer 4 in der jeweils geltenden Fassung, und dessen Satz 3 zu Krafträdern auf die mit Wirkung vom 1. Januar 2016 aufgehobene Richtlinie 97/24/EG und auf die ECE-Regelung Nr. 53 in der jeweils geltenden Fassung verweist.
Danach ist eine Kennzeichenleuchte grundsätzlich für alle Kraftfahrzeuge und Anhänger vorgeschrieben. Lediglich Versicherungskennzeichen für Kleinkrafträder (Mofas) und vierrädrige Leichtfahrzeuge müssen nicht beleuchtet sein (§ 27 Abs. 4 Satz 2 FZV). Für Anhänger in der Land- und Forstwirtschaft, die häufig abnehmbare Leuchtenträger verwenden, gelten besondere Bestimmungen. Es dürfen nur Kennzeichenleuchten verwendet werden, für die eine ECE-Genehmigung erteilt wurde. Diese ist erkennbar an dem internationalen Genehmigungszeichen, das u. a. aus einem Kreis besteht, in dem sich der Buchstabe „E“ und die Kennzahl des Landes befinden, das die Genehmigung erteilt hat. Beim Einbau einer Leuchte ohne diese Kennzeichnung kann bei sehr strikter Auslegung die Betriebserlaubnis des Kraftfahrzeuges erlöschen.

## Bauweise und Funktion
Die elektrische Schaltung muss so ausgeführt sein, dass die Kennzeichenbeleuchtung immer gleichzeitig mit den Rückleuchten und eventuell vorhandenen Begrenzungsleuchten ein- und ausgeschaltet wird. Verwendet werden zunehmend Leuchtdioden. Diese sind unter anderem wegen ihres geringeren Wärmeverlusts effizienter als herkömmliche Glühlampen und vor allem erheblich langlebiger. In der Regel funktionieren sie über die gesamte Lebensdauer des Fahrzeuges. Das Licht der Kennzeichenleuchte soll möglichst farblos sein, damit die Farben des Kennzeichens nicht wesentlich verändert erscheinen. Um eine Irritation nachfahrender Kraftfahrer zu vermeiden, darf kein Lichtstrahl unmittelbar nach hinten ausstrahlen; das heißt, das Licht der Kennzeichenbeleuchtung darf nicht erkennbar sein. Das wird durch die Festlegung eines bestimmten Lichtausfallswinkels erreicht. Darüber hinaus enthalten die Vorschriften detaillierte Vorgaben unter anderem zur Intensität, zum Lichtstärkepegel, zur Leuchtdichte und zum Lichtquellenmodul.
Die Kennzeichenbeleuchtung bei mehrspurigen Fahrzeugen und Anhängern ist immer in Verbindung mit dem rechten Begrenzungslicht abzusichern, damit beim Ausfall der linken Begrenzungsleuchte das Fahrzeug noch als ein mehrspuriges zu erkennen ist.

## Kennzeichenbeleuchtung im Automobildesign

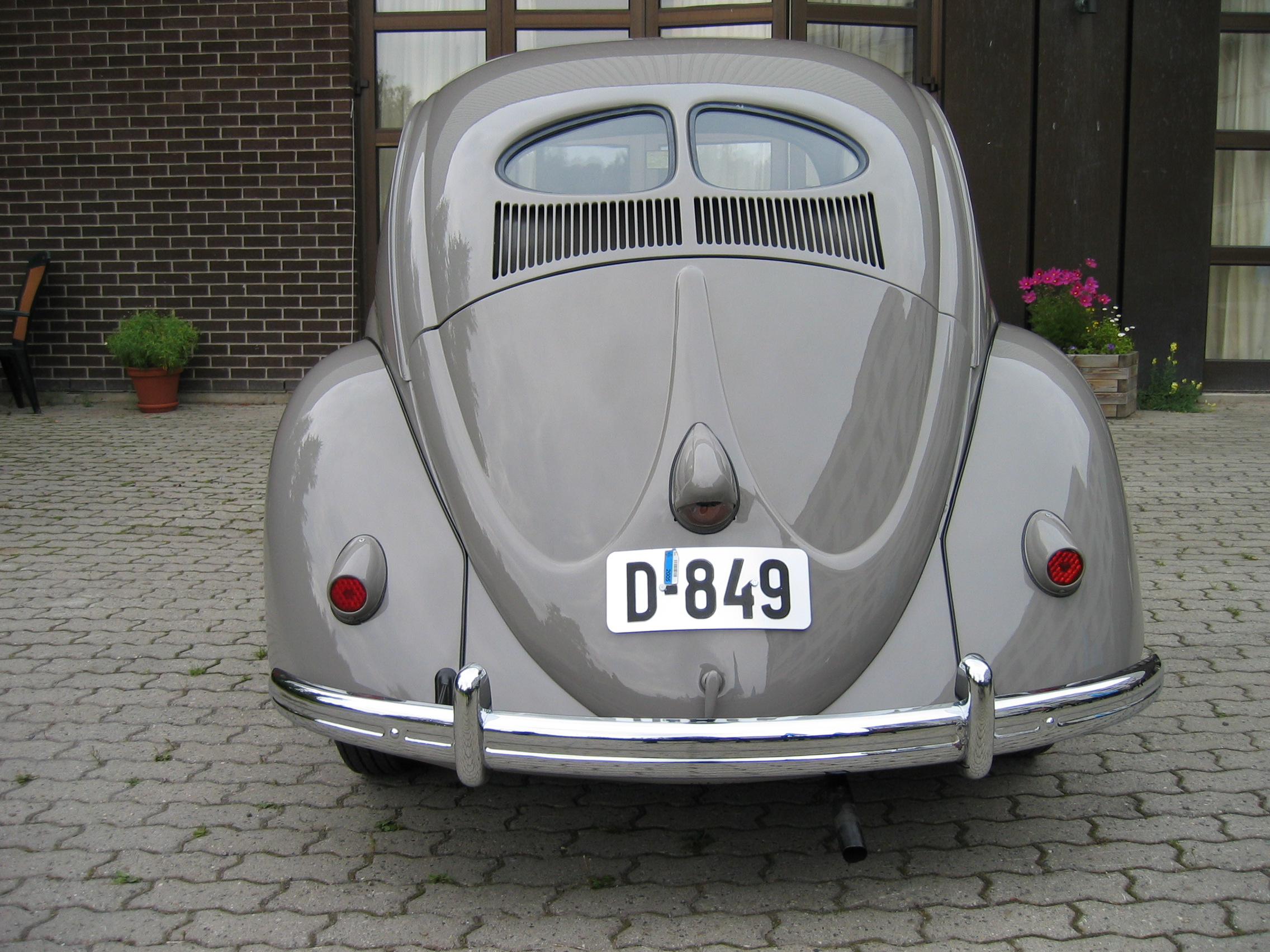
Integration der Kennzeichenbeleuchtung in das Gesamtdesign beim Volkswagen 1200

Der hohe Detaillierungsgrad der rechtlichen Vorgaben stellt für das Design insbesondere von geschwungenen Pkw-Karosserien mit rundlichem Heck bisweilen eine besondere Herausforderung dar. So kann zum Beispiel der vorgeschriebene Winkel von acht Grad, in dem das Licht auf das Kennzeichen treffen muss, nur eingehalten werden, indem entweder eine Leuchte direkt auf die Karosserie aufgesetzt oder – umgekehrt – das Kennzeichen in die Karosserie bis zu sieben Zentimeter vertieft eingebaut wird.
Als Beispiel einer Integration der Kennzeichenbeleuchtung in das Gesamtdesign eines Fahrzeuges gilt der frühe Volkswagen 1200 (Brezelkäfer): Hier wurde auf die halbovale Motorhaube mittig ein tropfenförmiges Gehäuse aufgesetzt. Zweck dieser geschwungenen und sich nach oben verjüngenden Gestaltung war es unter anderem, die Kennzeichenbeleuchtung ansprechend zu integrieren. Bei sehr frühen Modellen war auch die einzige Bremsleuchte in diesem Gehäuse untergebracht, bis es später zwei Bremsleuchten in den aufgesetzten Lampengehäusen auf den Kotflügeln gab. Bei späteren Modellen wurde diese Gestaltung der Motorhaube wieder geändert, eine aufgesetzte Leuchteneinheit blieb aber lange erhalten.

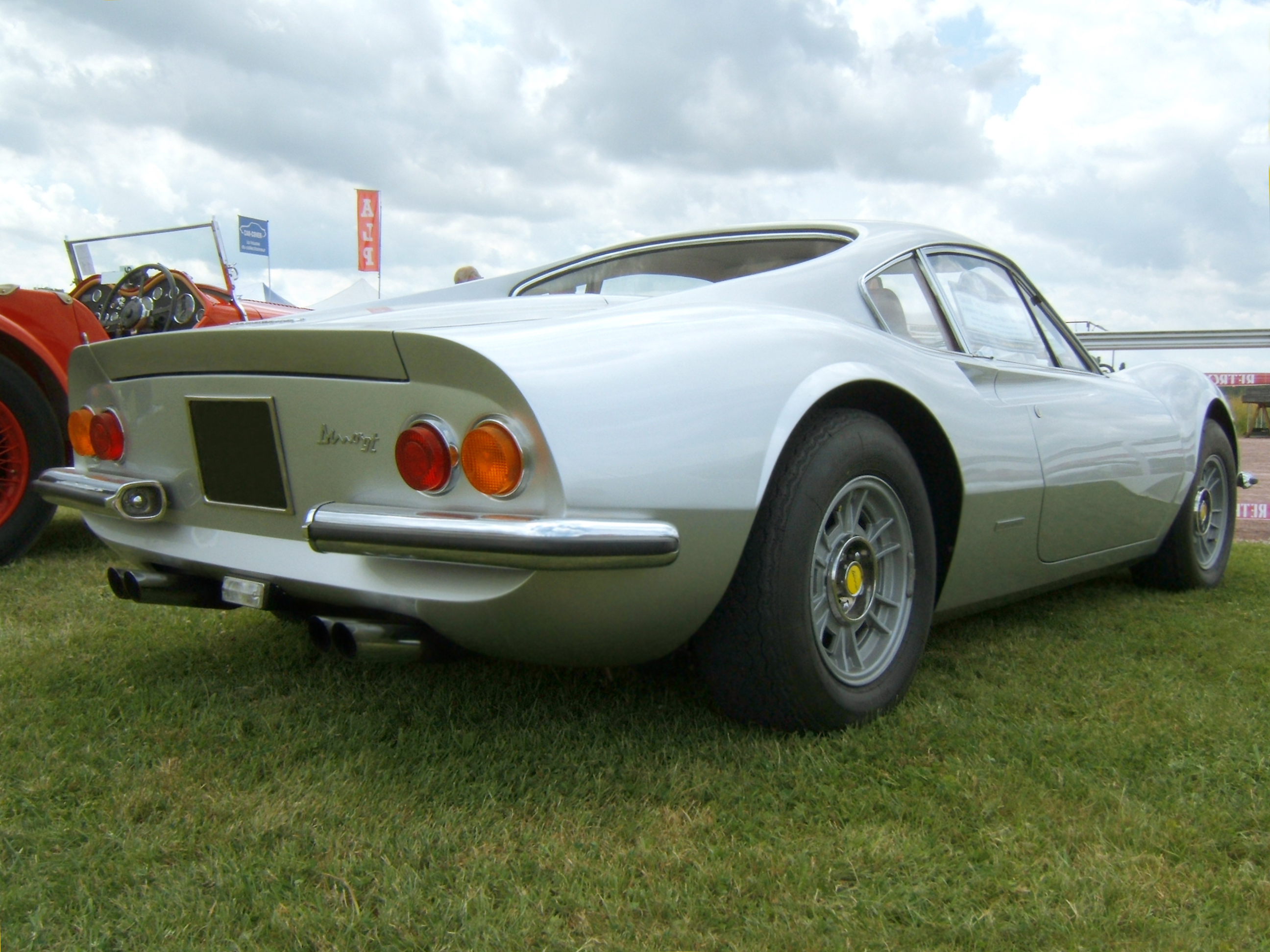
Die Kennzeichenbeleuchtung liegt versteckt im Innern der Stoßstangen bei einem Ferrari Dino

Eine andere Gestaltung der Kennzeichenbeleuchtung findet sich beim Ferrari Dino Pininfarina: Hier wurden diese Leuchten in die Hohlräume der beiden Stoßstangenhälften versteckt integriert.

## Alternativen
Entgegen verbreiteter Vorstellungen können die 1971 eingeführten reflektierenden Kennzeichen eine Kennzeichenbeleuchtung nicht ersetzen. Diese vor allem aus Sicherheitsgründen eingeführten Kennzeichen (§ 10 Abs. 2 Satz 2 FZV) erleichtern zwar ein Ablesen durch nachfolgende Kraftfahrer, nicht jedoch durch Fußgänger auf unbeleuchteten Landstraßen oder durch Überwachungskameras.
Eine Alternative bieten selbstleuchtende Kennzeichen, die 2006 vom Kraftfahrt-Bundesamt zugelassen wurden.
Es handelt sich dabei um sehr flache Nummernschilder, die selbst Licht abstrahlen und somit die üblichen Kennzeichenleuchten überflüssig machen. Es gibt verschiedene Systeme, beispielsweise Kennzeichenschilder, die mittels einer rückstrahlenden Elektrolumineszenz-Folie hinterleuchtet werden. Von dem Unternehmen 3M entwickelte Schilder dieser Bauart wurden 2002 in den ersten Modellen des Volkswagen Phaeton eingebaut.

## Kennzeichenbeleuchtung in Japan

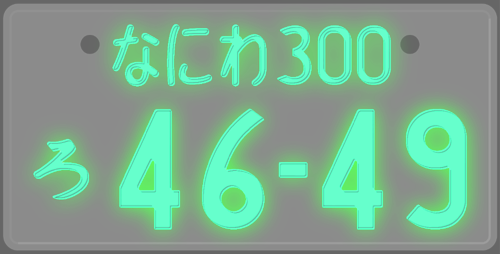
In Japan zulässige Kennzeichenbeleuchtung mit Leuchtdioden unter dem Kennzeichen

Eine Besonderheit stellen die in Japan auf Antrag erhältlichen lichtdurchlässigen Kennzeichen dar. Dabei wird nicht das Kennzeichen selbst beleuchtet, sondern unmittelbar hinter dem Kennzeichen befindliche Leuchten lassen Zahlen und Schriftzeichen durchscheinen.
Erste Versuche im Jahre 1970 begannen auf der schneereichen Nordinsel Hokkaidō. Dabei wurde festgestellt, dass die von den Glühbirnen abgegebene Wärme ausreicht, um den Schnee auf den Kennzeichen zu schmelzen. Diese frühen Bauarten konnten jedoch die Schriftzeichen nicht gleichmäßig erhellen. Neuere Bauarten dieser sogenannten „jiko-shiki“ (字光式) (deutsch etwa „Schriftzeichen-Beleuchtung“) basieren auf Leuchtdioden, welche die gesamte Fläche des Kennzeichens von hinten gleichmäßig ausleuchten. Das Licht strahlt dabei jedoch nur durch die aus grünen Kunststoff-Formteilen gebildeten Schriftzeichen, die so bei Dunkelheit klar ablesbar erscheinen.

## Sonstiges
Wer die Kennzeichenbeleuchtung ausschaltet, um die Ablesbarkeit des hinteren Kennzeichens zu vereiteln, macht sich wegen Kennzeichenmissbrauchs strafbar. Das gilt auch für ein bewusstes Abschalten der Kennzeichenbeleuchtung durch technische Maßnahmen. In einer Entscheidung des Oberlandesgerichts Stuttgart (OLG Stuttgart Beschluss vom 6. Juli 2011, 2 Ss 344/11) wurde die Beleuchtung als zwingender Bestandteil des hinteren Nummernschildes bestätigt. Siehe auch § 17 Abs. 1 der Straßenverkehrs-Ordnung und § 22 Abs. 1 Nr. 3 des Straßenverkehrsgesetzes.